# Thienemanniella minuscula
Thienemanniella minuscula är en tvåvingeart som först beskrevs av Lars Zakarias Brundin 1949.  Thienemanniella minuscula ingår i släktet Thienemanniella, och familjen fjädermyggor. Arten är reproducerande i Sverige.